# Nuda ma non troppo
Nuda ma non troppo (Lady Godiva Rides Again) e un film del 1951 diretto da Frank Launder. Il film segna l'esordio dell'attrice inglese Joan Collins. Nella pellicola appare come comparsa Ruth Ellis, l'ultima donna ad essere impiccata in Gran Bretagna nel 1955.

## Trama
La giovane Marjorie vince un concorso di bellezza nella nativa cittadina e da qui si ritrova a partecipare a un Festival dove veste i panni della famosa Lady Godiva. Questa partecipazione le aprirà le porte dello show-business londinese, un mondo che si rivelerà, però, troppo infido per una ragazza di provincia come lei.